# 임호 (배우)
임호(1970년 1월 27일~ )는 대한민국의 배우이다. 본관은 부안(扶安)이다.

## 생애
작가 임충의 아들인 그는 1993년 KBS 공채 15기 탤런트로 정식 데뷔하였다. 첫 작품을 KBS 2TV 주말연속극 "연인"으로 시작하였고, 대하드라마 《한명회》에서 월산대군으로 사극 출연을 시작한 임호는 대표작들로써 굵직한 사극이 많다. 데뷔 2년 만에 SBS 대하드라마 《장희빈》에서 숙종을 맡아 상대배우인 정선경, 김원희와 호흡을 맞추며 이름을 알렸다. MBC의 대표드라마인 《전원일기》에서는 금동 역으로 후반에 투입되어 많은 사랑을 받았고, 같은 방송국의 창사기념 특별기획드라마 "허준"에서 포도청 종사관 이정명 역을 맡아 예진 아씨 역의 황수정을 보호해주는 역할로 여성팬들에게 많은 사랑을 받기도 했다. 이후 특별기획 대하드라마, 미니시리즈, 단막극을 오가며 꾸준히 작품 활동을 했다. 그러던 2003년 MBC 특별기획드라마 《대장금》에서 중종 역을 맡아 "맛있구나!"라는 유행어를 탄생시키며 스타덤에 올랐다. 이후에도 연속극은 물론 시트콤에도 도전하며 왕성한 활동을 펼쳤다. 특별기획 대하드라마 《대조영》과 《광개토태왕》에서는 각각 연남생과 모용보 역할을 맡아 극 중 진중한 이미지를 버리고 형제싸움에 중심에 선 악역을 맡아 열연했다. 2014년 KBS1 대하드라마 《정도전》에서 여말선초 지식인으로서 망해가는 나라를 지키려는 '포은 정몽주' 역을 맡아 열연, 이인임 역으로 사랑을 받은 박영규와 함께 정도전의 1등공신으로 활약했다.

## 학력
- 영훈국민학교 (졸업)
- 광운중학교 (졸업)
- 동도공업고등학교 (졸업)
- 중앙대학교 연극영화학과 학사(1995년)
- 중앙대학교 예술대학원 공연예술학과 연극전공 수료

## 출연작

### TV 드라마, TV 시트콤
- 1993년 KBS 2TV 주말연속극 《연인》
- 1993년 KBS 2TV 아침드라마 《그대 있음에》
- 1994년 KBS 2TV 대하드라마 《한명회》 - 월산대군 이정 역
- 1994년 KBS 1TV 특집드라마 《역사 앞에서》
- 1994년 KBS 2TV 주말연속극 《딸부잣집》
- 1994년 MBC 미니시리즈 《마지막 연인》
- 1995년 SBS 대하드라마 《장희빈》 - 숙종 역
- 1996년 SBS 드라마스페셜 《사랑의 이름으로》 - 오토바이 수리공 최건호 역
- 1996년 SBS 월화드라마 《만강》 - 만강 역
- 1997년 MBC 단막극 《MBC 베스트극장 - 울어라 까마귀》 - 달식 역
- 1997년 KBS 2TV 납량기획드라마 《전설의 고향 - 1997년 - 귀녀》 - 김영 역
- 1997년 KBS 2TV 수목드라마 《욕망의 바다》 - 민호 역
- 1997년~2002년 MBC 농촌드라마 《전원일기》 - 금동이 역
- 1997년 MBC 단막극 《MBC 베스트극장 - 사랑한다면 그녀처럼》 - 기훈 역
- 1998년 MBC 단막극 《MBC 베스트극장 - 전등사》 - 윤중 역
- 1998년 MBC 수목드라마 《대왕의 길》 - 사도세자 역
- 1998년 KBS 2TV 화요드라마 《싱싱 손자병법》 - 조한조 역
- 1999년 MBC 단막극 《MBC 베스트극장 - 어디에도 사랑은 있다》 - 원석 역
- 1999년 MBC 단막극 《MBC 베스트극장 - 너를 보면 나는 잠이 와》 - 컴퓨터 프로그래머 남우현 역
- 2000년 MBC 창사기념 특별기획드라마 《허준》 - 이정명 역
- 2000년 MBC 단막극 《MBC 베스트극장 - 여의도 전선 이상 없다》 - 김경우 역
- 2000년 MBC 월요시트콤 《세 친구》 ... 정신과 의사 정웅인과 안문숙이 심리치료 완수에 실패한 진료 대상자 26세의 임호 역으로 카메오 단역
- 2000년 MBC 일일연속극 《당신 때문에》 - 한영준 역
- 2001년 KBS 2TV 단막극 《드라마시티-자전거 도둑》
- 2001년 SBS 부부시트콤 《허니허니》 - 하숙생 임호 역
- 2001년 MBC 단막극 《MBC 베스트극장 - 소년은 울지 않는다》
- 2001년 MBC 단막극 《MBC 베스트극장 - 사랑의 찬가》 - 선생님 역
- 2001년 MBC 단막극 《MBC 베스트극장 - 타인에게 말걸기》
- 2001년 MBC 주말연속극 《그 여자네 집》 - 남혁 역
- 2001년 SBS 단막극 《오픈드라마 남과여 제28화-내가 버린 여자》 - 대찬 역
- 2001년 MBC 일일연속극 《매일 그대와》 ... 최동하 역
- 2001년 SBS 단막극 《오픈드라마 남과여 제33화 - 내가 택한 사랑》 - 영석 역
- 2002년 KBS 2TV 일요아침드라마 《언제나 두근두근》 - 이준호 역
- 2002년 KBS 2TV 특별기획드라마 《태양인 이제마》 - 최문환 역
- 2002년 KBS 2TV 아침드라마 《여고 동창생》 - 이규원 역
- 2003년 KBS 1TV 설날특집드라마 《천년의 꿈》 - 업동 역
- 2003년 SBS 일일드라마 《연인》 - 강용제 역
- 2003년 MBC 특별기획드라마 《대장금》 - 중종 역
- 2004년 MBC 주말연속극 《사랑을 할거야》 - 학원강사 박수영 역
- 2004년 SBS 주간시트콤 《혼자가 아니야》 - 기자 임호 역
- 2004년 SBS 추석특집극 《네명의 웬수들》 - 이종철 역[2]
- 2005년 SBS 금요드라마 《꽃보다 여자》 - 윤명원 역
- 2005년 KBS 1TV TV소설 《바람꽃》 - 최형주 역
- 2006년 SBS 아침연속극 《맨발의 사랑》 - 황진석 역
- 2006년 KBS 1TV 대하드라마 《대조영》 - 연남생 역
- 2007년 OCN 미니시리즈 《키드갱》 - 태산파 2인자 조표기 역
- 2007년 SBS 금요드라마 《8월에 내리는 눈》 - 변호사 역
- 2008년 KBS 2TV 설날특집극 《신 부부의 탄생》 - 김봉수 역
- 2008년 SBS 금요드라마 《우리집에 왜 왔니》 - 김태평 역
- 2008년 KBS 2TV 월화드라마 《최강칠우》 - 소현세자 역
- 2008년 SBS 드라마스페셜《바람의 화원》 - 이명기 역
- 2009년 MBC 창사48주년 특별기획드라마 《선덕여왕》 - 진지왕 역
- 2009년 KBS 2TV 월화드라마 《결혼 못하는 남자》 - 박광남 역
- 2009년 SBS 가정의달특집극 《천국의 아이들》
- 2010년 SBS 아침연속극 《여자를 몰라》 - 강성찬 역
- 2011년 KBS 1TV 특별기획 대하드라마 《광개토태왕》 - 모용보 역
- 2012년 MBN 미니시리즈 《수상한 가족》 - 강도상 역
- 2012년 tvN 월화드라마 《아이 러브 이태리》 - 금산 역
- 2013년 SBS 아침연속극 《당신의 여자》 - 나진구 역
- 2014년 KBS 1TV 대하드라마 《정도전》 - 정몽주 역
- 2014년 KBS 2TV 단막극 《KBS 드라마 스페셜 - 간서치열전》 - 광해 역
- 2014년~2015년 KBS 2TV 주말연속극 《가족끼리 왜 이래》 - 판사 역 (특별출연)
- 2015년 MBC 월화드라마 《화정》 - 최명길 역
- 2015년 KBS 2TV TV소설 《별이 되어 빛나리》 - 서동필 역
- 2015년 KBS 2TV 수목드라마 《장사의 신 - 객주 2015》 - 민겸호 역
- 2016년 KBS 2TV 청춘 3부작 드라마 《페이지터너》 - 윤유슬의 담당의사 역
- 2016년 MBC 창사55주년 특별기획드라마 《옥중화》 - 강선호 역
- 2017년 MBC 월화드라마 《불야성》 - 강재현 역
- 2017년 MBC 아침드라마 《훈장 오순남》 - 장지호 역
- 2017년 KBS 2TV TV소설 《꽃 피어라 달순아!》 - 한태성 역
- 2019년 SBS 특별기획드라마 《해치》 - 이광좌 역
- 2019년 MBC 일일드라마 《용왕님 보우하사》 - 조지환 역
- 2022년 KBS 1TV 대하드라마 《태종 이방원》 - 유정현 역
- 2022년 KBS 2TV 일일드라마 《태풍의 신부》 - 윤재하 역
- 예정 넷플릭스 드라마 《반짝반짝 빛나는 오!인생》
- 2024년 KBS1 저녁 일일연속극 《수지맞은 우리》- 강우창 역
- 2024년 KBS2 월화드라마 《함부로 대해줘》 - 신사도 역 (특별출연)
- 2024년 MBN 금토미니시리즈 《나쁜 기억 지우개》 - 경주연의 아버지 역 (특별출연)
- 2024년 웹드라마 《공동조례구역: JOA》 - 권영택 역
- 2025년 KBS 2TV 저녁주말드라마 《독수리 오형제를 부탁해》 - 김사만 역

### 영화
- 2000년 《공포 택시》 - 병수 역
- 2001년 《엽기적인 그녀》 - 맞선남 역 (우정출연)
- 2004년 《돈 텔 파파》 - 보리수 역
- 2004년 《클레멘타인》 - 오지훈 역
- 2006년 《어느날 갑자기 첫 번째 이야기 - 2월 29일》 - 박 형사 역
- 2010년 《비밀애》 - 헤어 디자이너 역 (특별출연)
- 2010년 《지구대표 롤링스타즈》 - 엘비스 목소리 역
- 2022년 《하로동선》 - 여당의원 역
- 2022년 《대통령 정약용》 - 한민국, 정조 역
- 2022년 《짜장면...고맙습니다》 - 커플링매장 사장 역 (특별출연)

### 영화 애니 더빙
- 전설의 고향 구미호 (KBS) - 칠복

### TV 프로그램
- 1999년 KBS 《가족오락관》
- 2004년 EBS1 《최고의 요리비결》
- 2004년 MBC  《신비한TV 서프라이즈》
- 2005년 SBS 《일요일이 좋다 X맨》 - 26기 게스트
- 2012년 tvN 《댁의 남편은 어떠십니까?》
- 2013년 MBC 《스타 다이빙 쇼 스플래시》
- 2014년 KBS1 《엄마의 탄생》
- 2014년 MBC 《라디오스타》
- 2014년 MBC 《별바라기》
- 2015년 채널A 《충격실화극 싸인》
- 2016년 MBC 《미스터리 음악쇼 복면가왕》 - 잘 찍어! 합격기원! 수험생!
- 2016년 채널A 《나는 몸신이다》
- 2022년 MBC 《라디오스타》
- 2022년 ~ 2024년 tvN STORY 《회장님네 사람들》
- 2024년 ~ 2025년 tvN STORY 《슈퍼푸드의힘》

#### 내레이션
- 특선다큐멘터리 '한국의 전통주 2' 청주, 부활을 꿈꾸다
- 부산MBC 광복 특선 다큐멘터리 '백산상회', 100년의 자취를 찾아서
- 2018년 MBC 다큐프라임 328회 : 그 많던 꼬막은 어디로 갔을까?

### 연극
- 2009년 연극 《돌아오는 길》 - 도박중독 예방 홍보극
- 2013년 연극 《선녀씨 이야기》 - 종우 역
- 2014년 연극 《민들레 바람되어》 - 안중기 역
- 2022년 악극 《불효자는 웁니다》 - 김진호 역
- 2022년 연극 《러브레터》 - 앤디 역
- 2022년 연극 《사육신 야광명월》 - 이방원 역

### 뮤지컬
- 2012년 뮤지컬 《부활 더 골든 데이즈》 - 석주명 역
- 2019년 실경뮤지컬 《웅진 판타지아 무령의 꿈》 - 무령왕 역
- 2023년 창작뮤지컬 《다시, 동물원》 - 김창기 역
- 2023년 창작뮤지컬 양주 회암사지 왕실축제《하늘을 받들다》 - 태조 이성계 역

### 라디오 프로그램
- 2016년 EBS FM 《EBS 책 읽는 라디오 낭독 시리즈》

## 저서
- 2006년 《또 하나의 장금이》

## 광고
- 동국제약 인사돌 플러스
- 롯데리아 한우불고기버거
- 국순당 백세주
- 빙그레 닥터캡슐
- LG U+ LTE-A
- 라이나 생명 무배당 플러스 암보험
- 팔도 장라면 (김수미와 함께 출연)

## 경력
- 1993년 KBS 공채 탤런트 15기
- 1999년 KBS 극회 단원
- 2006년 MBC게임 히어로 명예감독
- 2007년 제10회 광주왕실도자기축제 홍보대사
- 2009년 서울메트로 홍보대사
- 2011년 보령머드축제 홍보대사
- 2013년 한국방송연기자협회 이사
- 2015년 부산광역시 체조협회 홍보대사
- 2015년 백석대학교 문화예술학부 연극영화전공 부교수
- 2016년 서울중앙지방법원 민사조정위원

## 수상 및 후보
| 연도 | 시상식       | 부문                       | 작품              | 결과 |
| ---- | ------------ | -------------------------- | ----------------- | ---- |
| 2014 | KBS 연기대상 | 남자 조연상                | 정도전            | 후보 |
| 2015 | KBS 연기대상 | 일일극부문 남자 우수연기상 | 별이 되어 빛나리  | 수상 |
| 2017 | KBS 연기대상 | 일일극부문 남자 우수연기상 | 꽃 피어라 달순아! | 후보 |